# Imunizacija
Imunizacija je naravno ali umetno povzročanje odpornosti proti okužbam. Aktivna imunizacija pomeni cepljenje, s čimer se spodbudi imunski sistem in doseže aktivna imunost, pasivna imunizacija pa dajanje protiteles, seruma ali koncentriranih imunoglobulinov za zaščito proti določeni bolezni.

## Aktivna imunizacija
Po vdoru tujka v tkivo, naravno zaradi okužbe ali umetno s cepljenjem, pride do aktivacije imunskih celic. Makrofagi s pomočjo vzorce prepoznavnih receptorjev prepoznajo določene mikrobne molekule in sproži se fagocitoza, požiranje tujkov, ter sproščanje citokinov, ki privabijo v tkivo levkocite iz krvi. Pri dovoljšnji aktivaciji se fagocitne celice premaknejo po mezgovnicah do področnih bezgavk. V bezgavkah pride do povezave peptidnih delcev fagocitiranih tujkov z molekulami PHK II in s tem lahko tujke prepoznajo celice pomagalke (podvrsta limfocitov T) s svojimi receptorji za antigene in se aktivirajo ter sproščajo citokine, med katerimi je posebej pomemben interlevkin 2. Le-ta spodbudi limfocite B in celice ubijalke, deluje pa tudi povratno na celice pomagalke. Celice ubijalke ob aktivaciji sprostijo iz svojih zrn encime in toksične  snovi, ki uničijo napadene celice. Aktivaciji limfocitov B sledi njihovo razmnoževanje (klonska ekspanzija) ter diferenciacija v spominske limfocite B. Del limfocitov B se takoj diferencira v plazmablaste, ki izločajo protitelesa (najprej IgM, nato pa se običajno sinteza preklopi na IgG, IgA ali IgE. Ob ponovni izpostavitvi istemu tujku kasneje v življenju se limfociti B hitro odzovejo in začnejo ponovno izdelovati protitelesa IgG proti že poznanim antigenom, kar je osnova pridobljene imunosti (po cepljenju ali predhodni naravni okužbi).

## Pasivna imunizacija
Pasivna imunizacija pomeni prenos aktivne humoralne imunosti v obliki protiteles iz enega posameznika na drugega. Tudi pasivna imunost se pojavlja naravno, na primer s prenosom materinih protiteles v plod skozi posteljico, umetno pa poteka z dajanjem visokih koncentracij specifičnih protiteles, pridobljenih iz drugega osebka, neimunemu posamezniku. Uporablja se, kadar obstaja veliko tveganje za okužbo in kadar ni dovolj časa za razvoj imunskega odziva po cepljenju ali pri blaženju simptomov imunosupresivnih bolezni. Pasivna imunizacija zagotavlja le začasno zaščito. Bolniku dajo humane ali konjske imunoglobulini, koncentrirane raztopine protiteles, pridobljene iz plazme darovalcev. Na voljo so na primer imunoglobulini proti hepatitisu B, citomegalovirusu, tetanusu, pasovcu ...